# Struktura organizacyjna wojska I Rzeczypospolitej pod Wiedniem (1683)

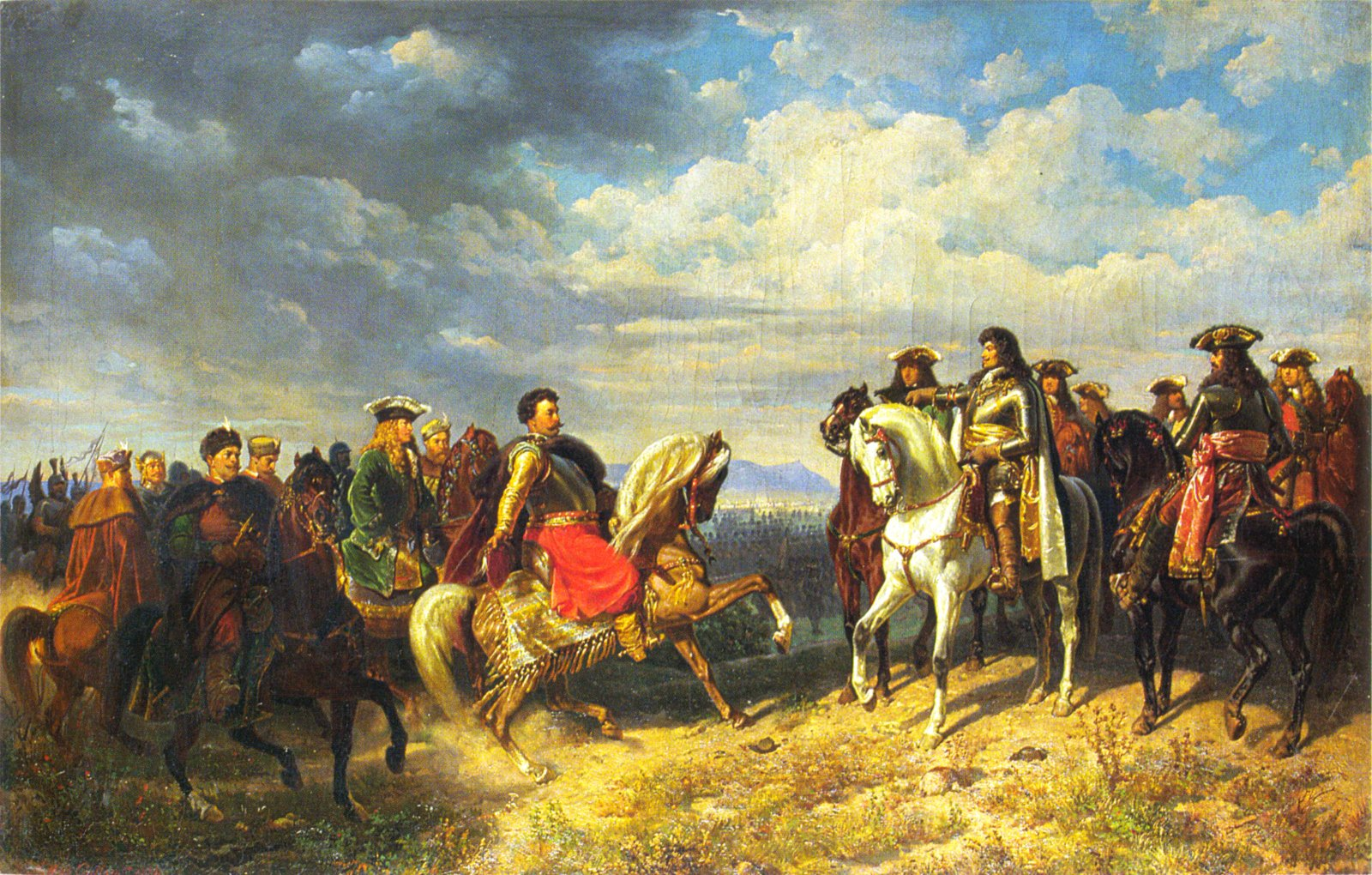
Spotkanie Jana III Sobieskiego z Leopoldem I (mal. Artur Grottger)

Wojsko I Rzeczypospolitej pod Wiedniem (1683) – struktura organizacyjna komputu armii koronnej na wyprawę wiedeńską 1683 w czasie wojny przeciwko wojskom tureckim
Żołnierzy armii litewskiej zatrzymały działania zbrojne na Węgrzech, stąd nie zdążyli dotrzeć na miejsce i nie wzięli udziału w bitwie.
Liczby podane w nawiasach oznaczają: dla jazdy – liczbę koni, a dla piechoty – liczbę porcji.
| Typ kawalerii           | Liczba jednostek | Liczba koni |
| ----------------------- | ---------------- | ----------- |
| Chorągwie husarskie     | 24               | 3,109       |
| Chorągwie pancerne      | 63               | 6,776       |
| Chorągwie lekkiej jazdy | 28               | 2,261       |
| Szwadrony arkebuzerskie | 3                | 590         |
| Regimenty dragońskie    | 10               | 3,587       |
| Razem                   | 128              | 16,323      |

| Typ piechoty                          | Liczba jednostek | Liczba porcji |
| ------------------------------------- | ---------------- | ------------- |
| Chorągwie piechoty polsko-węgierskiej | 4                | 513           |
| Piechota cudzoziemska                 | 36               | 11,278        |
| Razem                                 | 40               | 11,791        |

## Kawaleria

### Chorągwie husarskie

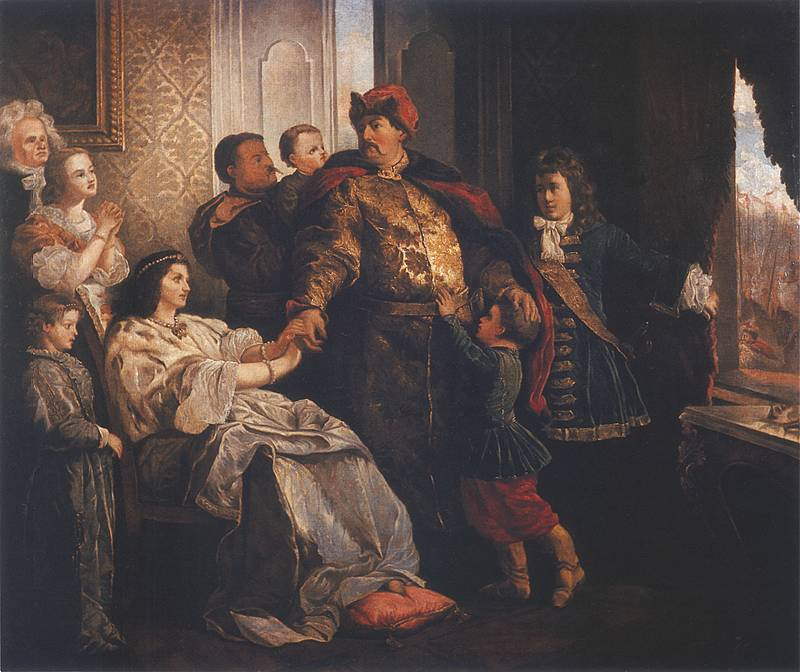
Pożegnanie Jana III Sobieskiego z rodziną przed wyprawą wiedeńską (mal. Wojciech Gerson)

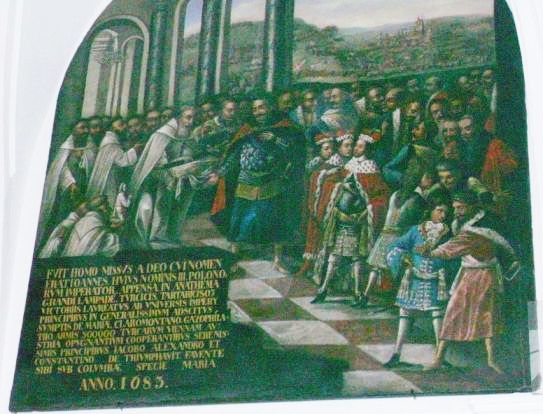
Król Jan III Sobieski z wizytą na Jasnej Górze przed wyruszeniem pod Wiedeń, obraz z Sali Rycerskiej Klasztoru Jasnogórskiego

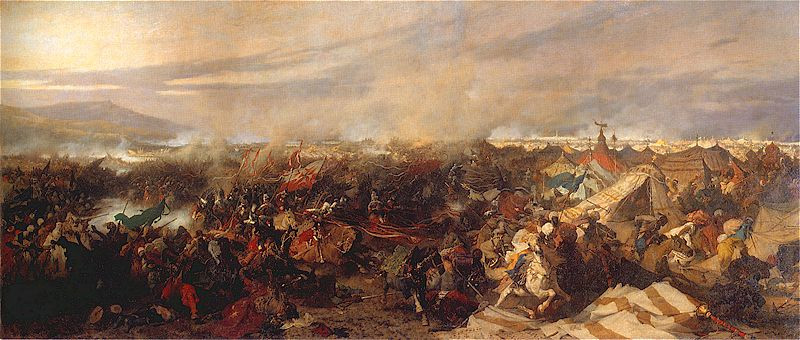
Bitwa pod Wiedniem, Józef Brandt, 1863

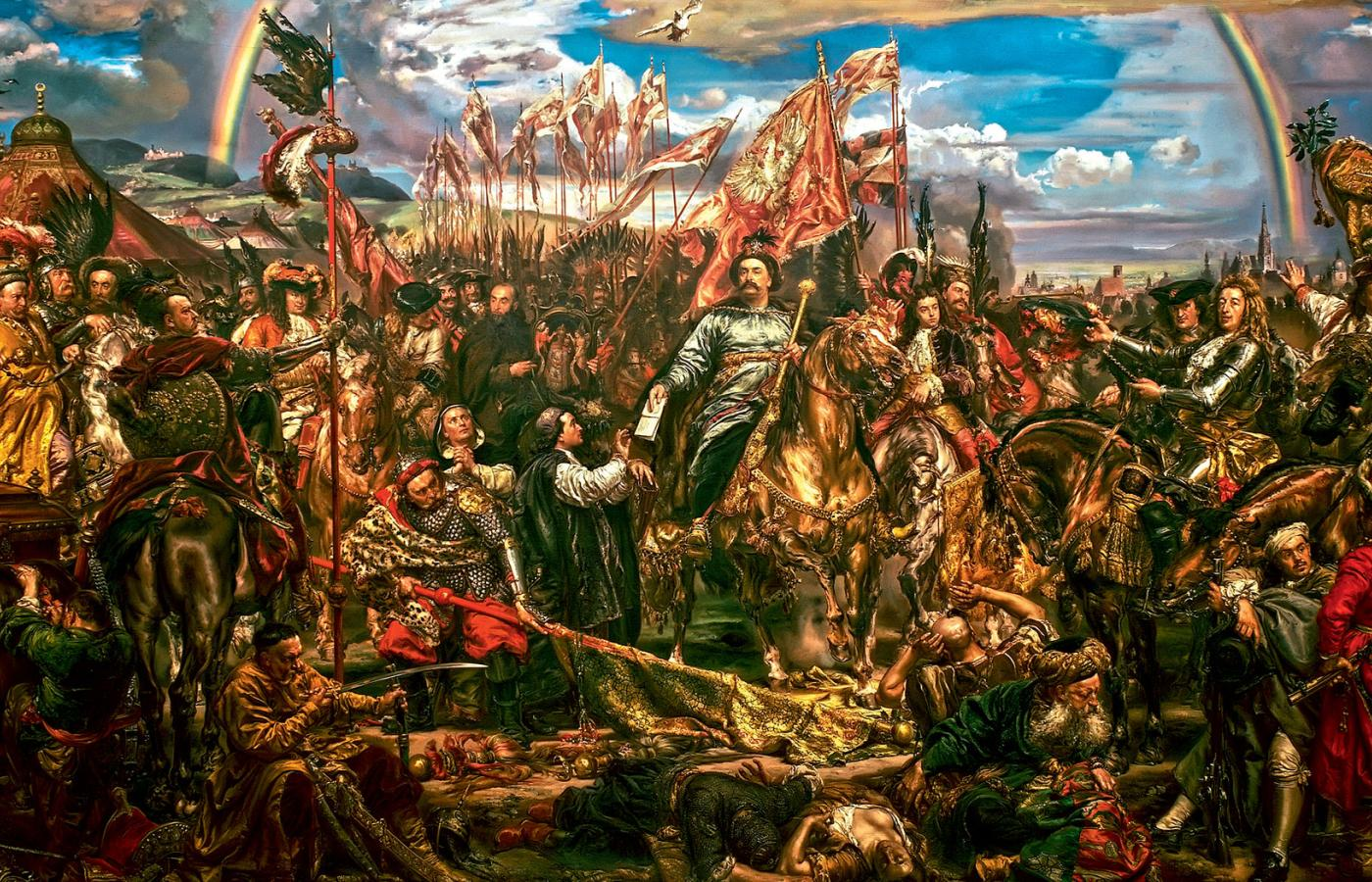
Jan III Sobieski wysyła wiadomość o zwycięstwie papieżowi

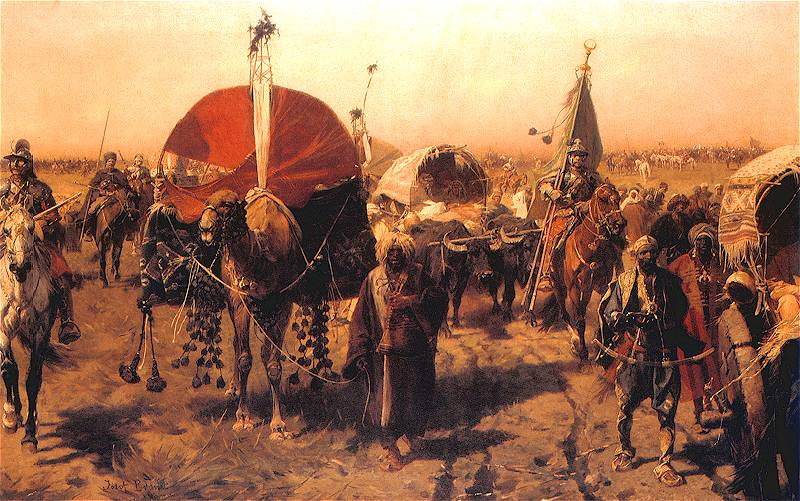
Powrót z Wiednia

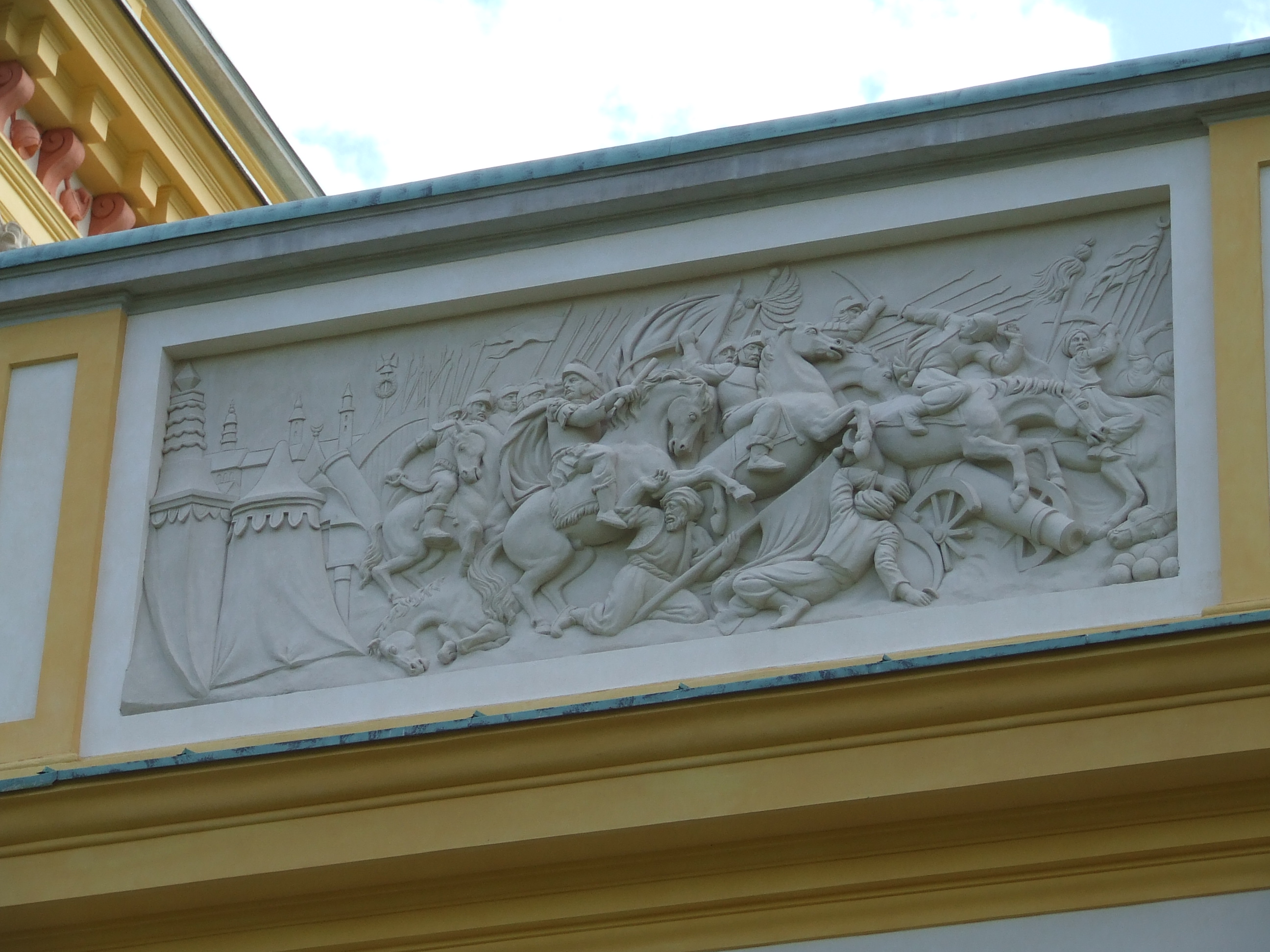
Bitwa pod Wiedniem, płaskorzeźba na ścianie pałacu w Wilanowie

| Nazwa jednostki                                                         | Pod dowództwem            | Liczba koni |
| ----------------------------------------------------------------------- | ------------------------- | ----------- |
| chorągiew husarska koronna (CHK) królewska                              | Aleksandra Polanowskiego  | 159         |
| CHK królewicza Jakuba Ludwika Sobieskiego                               | Mikołaja Złotnickiego     | 184         |
| CHK królewicza Aleksandra Sobieskiego                                   | Zygmunta Zbierzchowskiego | 149         |
| CHK Marcina Zamoyskiego, wojewody lubelskiego                           |                           | 150         |
| CHK Samuela Prażmowskiego, wojewody płockiego                           |                           | 108         |
| CHK Stefana Branickiego, starosty brańskiego                            |                           | 144         |
| CHK Marcina Cieńskiego, chorążego sieradzkiego                          |                           | 71          |
| CHK Józefa Lubomirskiego, starosty sandomierskiego                      |                           | 124         |
| CHK Jana Cetnera, starosty szczurowieckiego                             |                           | 100         |
| CHK Michała Warszyckiego, miecznika koronnego                           |                           | 135         |
| CHK Jana Andrzeja Morsztyna, podskarbiego wlk. koronnego                |                           | 131         |
| CHK Stanisława Jana Jabłonowskiego                                      | Michała Rzewuskiego       | 200         |
| CHK Jana Małachowskiego, biskupa krakowskiego                           | Stanisława Małachowskiego | 118         |
| CHK Wacława Leszczyńskiego, wojewody podlaskiego                        |                           | 91          |
| CHK Franciszka Bielińskiego, wojewody malborskiego                      |                           | 118         |
| CHK Jana Dobrogosta Krasińskiego, referendarza koronnego                |                           | 128         |
| CHK Mikołaja Hieronima Sieniawskiego                                    | Mikołaja Żaboklickiego    | 200         |
| CHK Stanisława Herakliusza Lubomirskiego, marszałka wielkiego koronnego |                           | 120         |
| CHK Stanisława Dąbskiego, biskupa płockiego                             |                           | 97          |
| CHK Wojciecha Urbańskiego, kasztelana wieluńskiego                      |                           | 112         |
| CHK Jana Myszkowskiego, kasztelana bełskiego                            |                           | 96          |
| CHK Andrzeja Potockiego, kasztelana krakowskiego                        | Stanisława Potockiego     | 121         |
| CHK Feliksa Kazimierza Potockiego, wojewody krakowskiego                | Krzysztofa Skarbka        | 120         |
| CHK Rafała Leszczyńskiego, chorążego nadwornego                         |                           | 133         |
| Razem                                                                   | Razem                     | 3,109       |

### Chorągwie pancerne
| Nazwa jednostki                                                              | Pod dowództwem            | Liczba koni |
| ---------------------------------------------------------------------------- | ------------------------- | ----------- |
| chorągiew pancerna koronna (CPK) królewska                                   | Aleksandra Wronowskiego   | 190         |
| CPK Mikołaja Sapiehy, wojewody bracławskiego                                 |                           | 92          |
| CPK Marcina Zamoyskiego, wojewody lubelskiego                                |                           | 120         |
| CPK Mikołaja Daniłowicza, krajczego koronnego                                |                           | 118         |
| CPK Stanisława Druszkiewicza, kasztelana lubaczewskiego                      |                           | 105         |
| CPK Andrzeja Rzeczyckiego, starosty rzeczyckiego                             |                           | 105         |
| CPK Jana Koniecpolskiego, starosty sieradzkiego                              |                           | 107         |
| CPK Józefa Lubomirskiego, starosty sandomierskiego                           |                           | 140         |
| CPK Wojciecha Prażmowskiego, chorążego nadwornego koronnego                  |                           | 90          |
| CPK Michała Warszyckiego, miecznika koronnego                                |                           | 112         |
| CPK Stanisława Jana Jabłonowskiego                                           | Romana Linkiewicza        | 192         |
| CPK Józefa Szumlańskiego, biskupa lwowskiego                                 |                           | 88          |
| chorągiew pancerna litewska Józefa Słuszki, marszałka nadwornego litewskiego |                           | 98          |
| CPK Michała Rzewuskiego, starosty chełmskiego                                |                           | 119         |
| CPK Franciszka Dzieduszyckiego, kasztelana kijowskiego                       |                           | 90          |
| CPK Stefana Czarnieckiego, pisarza polnego koronnego                         |                           | 121         |
| CPK Aleksandra Chodorowskiego, podkomorzego lwowskiego                       |                           | 95          |
| CPK Andrzeja Sierakowskiego, stolnika bełskiego                              |                           | 118         |
| CPK Stefana Ledóchowskiego, kasztelanica wołyńskiego                         |                           | 91          |
| CPK Stefana Grodzińskiego, podstolego koronnego                              |                           | 60          |
| CPK Jana Stadnickiego, kasztelana przemyskiego                               |                           | 104         |
| CPK Mikołaja Hieronima Sieniawskiego, hetmana polnego koronnego              |                           | 200         |
| CPK Michała Czartoryskiego, wojewody sandomierskiego                         |                           | 121         |
| CPK Stanisława Łużeckiego, kasztelana podlaskiego                            |                           | 131         |
| CPK Adama Sieniawskiego, starosty rohatyńskiego                              |                           | 134         |
| CPK Franciszka Makowieckiego, starosty trembowelskiego                       |                           | 100         |
| CPK Franciszka Korycińskiego, kasztelana bracławskiego                       |                           | 120         |
| CPK Melchiora Grudzińskiego, kasztelana sieradzkiego                         |                           | 118         |
| CPK Stanisława Opalińskiego, starosty nowomiejskiego                         |                           | 108         |
| CPK Jana Bogusza, podstolego nowogródzkiego                                  |                           | 117         |
| CPK Stanisława Cetnera, chorążego czernihowskiego                            |                           | 81          |
| CPK Andrzeja Potockiego, kasztelana krakowskiego                             | Franciszka Poniatowskiego | 111         |
| CPK Andrzeja Modrzewskiego, podskarbiego nadwornego koronnego                |                           | 119         |
| CPK Stanisława Potockiego, starosty halickiego                               |                           | 86          |
| CPK Wiktoryna Bykoskiego, cześnika wyszogrodzkiego                           |                           | 81          |
| CPK Nikodema Żaboklickiego, chorążego bracławskiego                          |                           | 111         |
| CPK Szczęsnego Potockiego, wojewody krakowskiego                             | Michała Liniewskiego      | 107         |
| CPK Michała Wasilkowskiego, cześnika podolskiego                             |                           | 92          |
| CPK Hieronima Lanckorońskiego, podkomorzego podolskiego                      |                           | 99          |
| CPK Konstantego Krzysztofa Wiśniowieckiego, wojewody bełskiego               |                           | 145         |
| CPK Stanisława Witwickiego, biskupa łuckiego                                 |                           | 90          |
| CPK Jerzego Mniszcha, starosty sanockiego                                    |                           | 117         |
| CPK Jana Giżyckiego, chorążego owruckiego                                    |                           | 100         |
| CPK Adama Radlińskiego, łowczego łukowskiego                                 |                           | 73          |
| CPK Stefana Bidzińskiego, strażnika wielkiego koronnego                      |                           | 134         |
| CPK Stanisława Łazińskiego, skarbnika halickiego                             |                           | 91          |
| CPK Marcina Ubysza, podstolego kijowskiego                                   |                           | 100         |
| CPK Stanisława Tarły, kasztelanica zawichojskiego                            |                           | 96          |
| CPK Hieronima Augustyna Lubomirskiego, marszałka nadwornego koronnego        | Stanisława Świeżawskiego  | 123         |
| CPK Władysława Morstina, starosty kowalskiego                                |                           | 81          |
| CPK Felicjana Białogłowskiego                                                |                           | 98          |
| CPK druga Hieronima Augustyna Lubomirskiego, marszałka nadwornego koronnego  |                           | 68          |
| CPK Jakuba Rokitnickiego, chorążego i starosty dobrzyńskiego                 |                           | 65          |
| CPK Wojciecha Łubieńskiego, sędziego wojskowego                              |                           | 100         |
| CPK Michała Zbrożka, strażnika polnego koronnego                             | Rajeckiego                | 128         |
| CPK Jerzego Skarżyńskiego, podstolego podolskiego                            |                           | 100         |
| CPK Tomasza Karczewskiego, oboźnego wojskowego                               |                           | 114         |
| CPK Andrzeja Dymideckiego                                                    |                           | 91          |
| CPK Atanazego Miączyńskiego                                                  | Andrzeja Gęsickiego       | 136         |
| CPK Andrzeja Miączyńskiego, cześnika płockiego                               |                           | 78          |
| CPK Stanisława Miączyńskiego, cześnika mielnickiego                          |                           | 72          |
| CPK Dymitra Żabokrzyckiego, podczaszego kijowskiego                          |                           | 100         |
| CPK Wojciecha Stępkowskiego                                                  |                           | 85          |
| Razem                                                                        | Razem                     | 6,776       |

### Chorągwie lekkiej jazdy

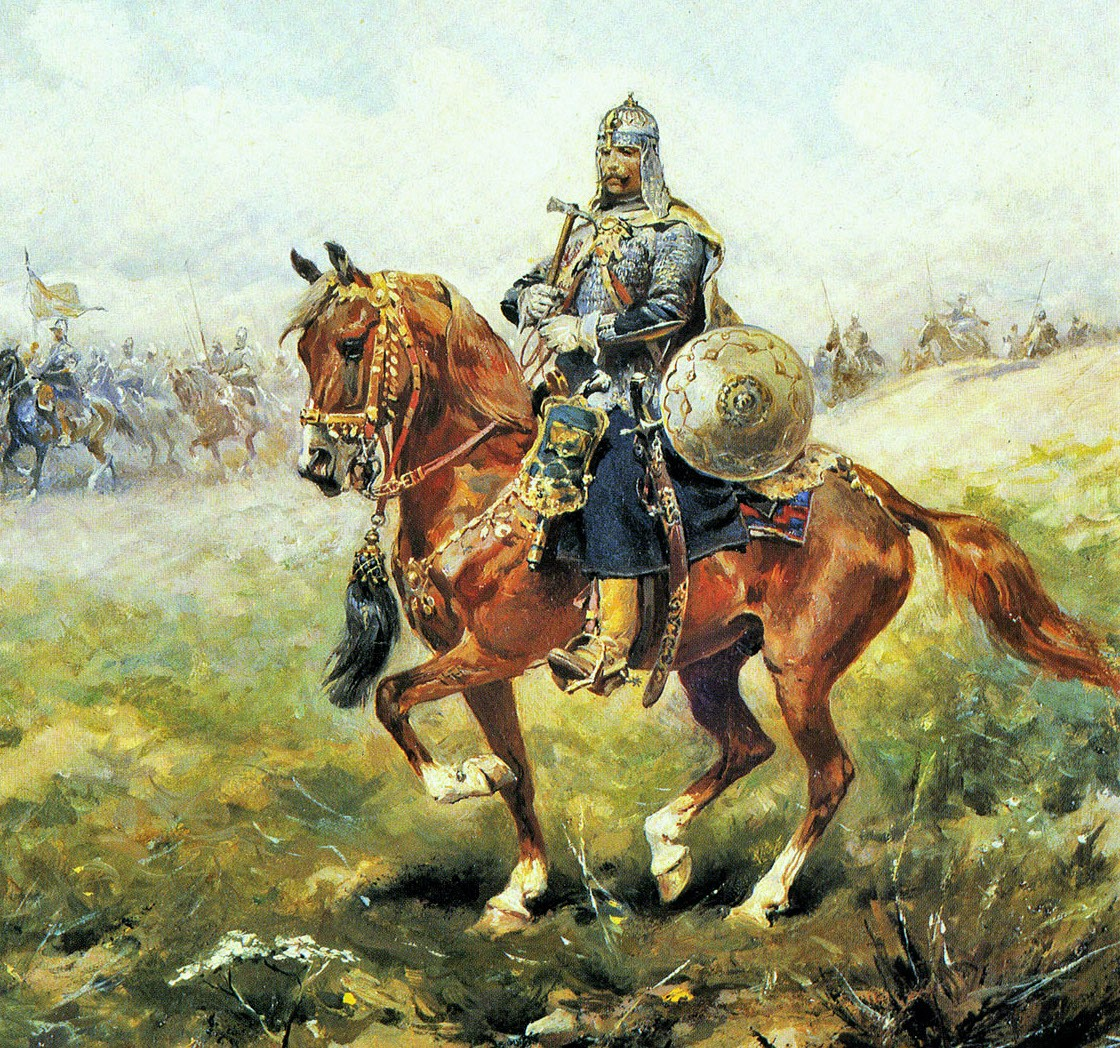
Józef Brandt, Towarzysz pancerny.

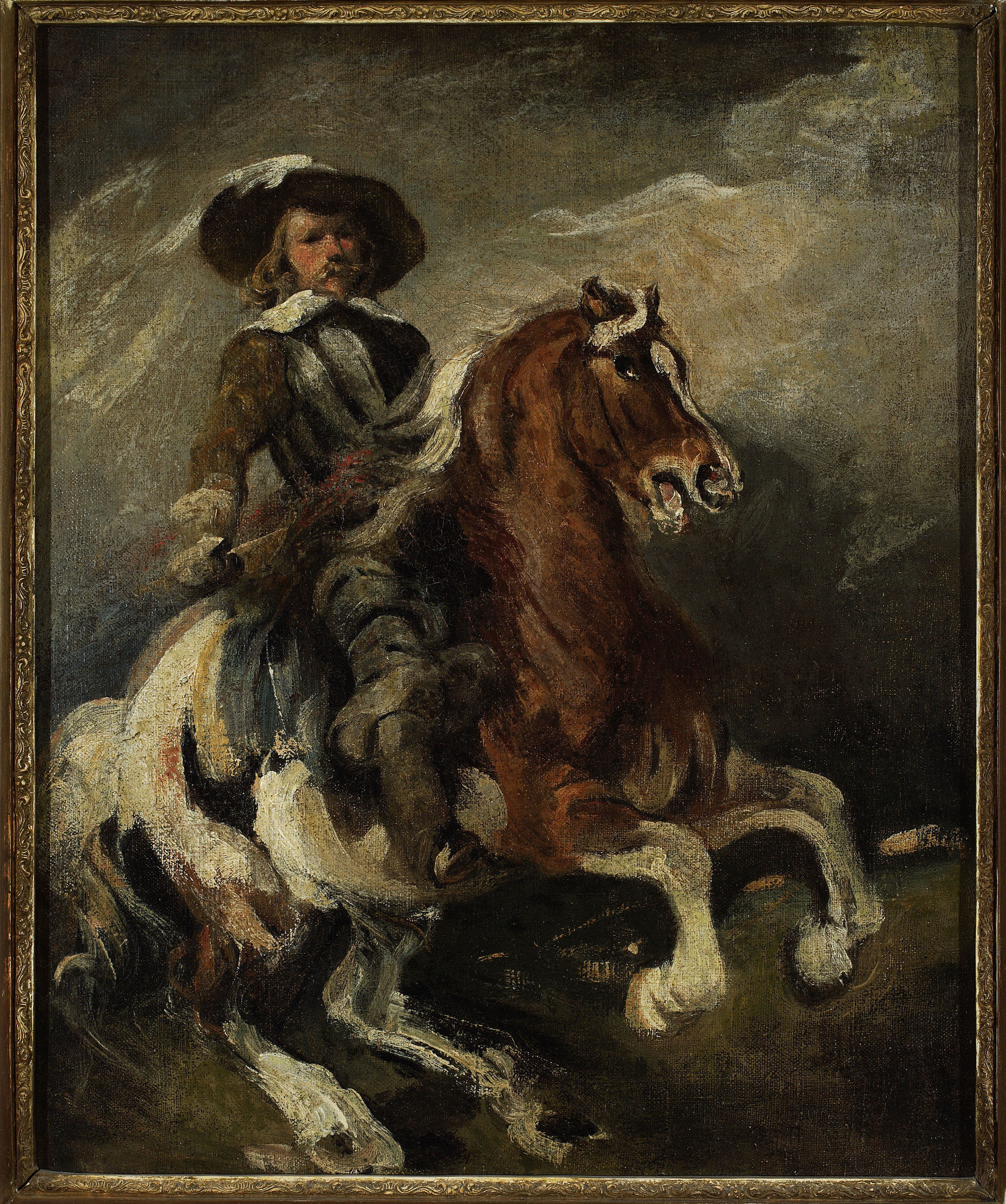
Rajtar (mal. Piotr Michałowski)

| Nazwa jednostki                                                        | Liczba koni |
| ---------------------------------------------------------------------- | ----------- |
| chorągiew lekkiej jazdy koronnej (CLJK) Stanisława Jana Jabłonowskiego | 147         |
| CLJK Mikołaja Hieronima Sieniawskiego                                  | 140         |
| CLJK Andrzeja Potockiego                                               | 70          |
| CLJK Szczęsnego Potockiego                                             | 69          |
| CLJK Stefana Bidzińskiego                                              | 92          |
| CLJK Franciszka Dzieduszyckiego                                        | 70          |
| CLJK Michała Zbrożka                                                   | 90          |
| CLJK Tomasza Karczewskiego                                             | 68          |
| CLJK Andrzeja Dobraczyńskiego                                          | 69          |
| CLJK Stanisława Lubomirskiego                                          | 63          |
| CLJK Aleksandra Zaborowskiego                                          | 68          |
| CLJK Damiana Ruszczyca                                                 | 66          |
| CLJK Mikołaja Zbrożka                                                  | 96          |
| CLJK Pawła Drozdowskiego                                               | 98          |
| CLJK Jerzego Frąckiewicza                                              | 80          |
| CLJK Mikołaja Daniłowicza                                              | 97          |
| CLJK Wardyńskiego                                                      | 70          |
| CLJK Modzelowskiego                                                    | 77          |
| CLJK Andrzeja Jeżowskiego                                              | 97          |
| CLJK Andrzeja Sierakowskiego                                           | 70          |
| CLJK Szymona Zawiszy                                                   | 100         |
| CLJK Samuela Krzeczowskiego                                            | 60          |
| CLJK Marcina Bogusza                                                   | 90          |
| CLJK Balcera Wilgi                                                     | 48          |
| CLJK Tomasza Gdeszyńskiego                                             | 60          |
| CLJK Wojciecha Mąkolskiego                                             | 60          |
| CLJK Michała Komara                                                    | 67          |
| CLJK Stefana Bidzińskiego                                              | 79          |
| Razem                                                                  | 2,261       |

### Szwadrony arkebuzerskie
| Nazwa jednostki                                         | Liczba koni |
| ------------------------------------------------------- | ----------- |
| szwadron arkebuzerski koronny (SAK) gwardii królewskiej | 293         |
| SAK Stanisława Jana Jabłonowskiego                      | 100         |
| SAK Mikołaja Hieronima Sieniawskiego                    | 197         |
| Razem                                                   | 590         |

### Regimenty dragońskie
| Nazwa jednostki                                 | Pod dowództwem        | Liczba koni |
| ----------------------------------------------- | --------------------- | ----------- |
| regiment dragoński koronny (RDK) gwardii J.K.M. | Franciszka Gałeckiego | 600         |
| RDK gwardii J.K.M.                              | Ludwika de Maligny    | 355         |
| RDK Stanisława Lanckorońskiego                  | Jerzego Taube         | 568         |
| RDK Mikołaja Sieniawskiego                      | Fryderyka Strema      | 595         |
| RDK Stefana Bidzińskiego                        | Jana Koszkiela        | 600         |
| RDK Marcjana Chełmskiego                        |                       | 302         |
| RDK Stefana Czarnieckiego                       |                       | 185         |
| RDK Andrzeja Modrzewskiego                      |                       | 200         |
| RDK Atanazego Miączyńskiego                     |                       | 92          |
| RDK Marcina Kątskiego                           |                       | 90          |
| Razem                                           | Razem                 | 3,587       |

## Piechoty

### Chorągwie piechoty polsko-węgierskiej
| Nazwa jednostki                                                             | Liczba porcji |
| --------------------------------------------------------------------------- | ------------- |
| chorągiew piechoty polsko-węgierskiej (CPPW) Stanisława Jana Jabłonowskiego | 200           |
| CPPW Mikołaja Hieronima Sieniawskiego                                       | 120           |
| CCPW na zamku w Krakowie                                                    | 97            |
| CCPW na zamku w Lubowli                                                     | 96            |
| Razem                                                                       | 513           |

### Piechota cudzoziemska
| Nazwa jednostki                                            | Pod dowództwem             | Liczba porcji |
| ---------------------------------------------------------- | -------------------------- | ------------- |
| regiment piechoty cudzoziemskiej (RPC) gwardii J.K.M.      | Ernesta Denhoffa           | 597           |
| RPC królowej Marii Kazimiery                               | Stanisława Morstina        | 380           |
| RPC Stanisława Jana Jabłonowskiego                         | Jakuba Berensa             | 580           |
| RPC Mikołaja Hieronima Sieniawskiego                       | Aswersusa Wrzospolskiego   | 453           |
| RPC królewicza Jakuba Sobieskiego                          | Ottona Seswegena           | 545           |
| RPC Andrzeja Potockiego                                    | Jana Cetnera               | 380           |
| RPC Macieja Kątskiego                                      | Henryka Henrykowskiego     | 590           |
| RPC Hieronima Lubomirskiego                                |                            | 343           |
| RPC Jana Wielopolskiego                                    | Eliasza Krauze             | 390           |
| RPC Jana Gnińskiego                                        | Teodora Franka             | 311           |
| RPC Władysława Denhoffa                                    | Ottona Falkersamba         | 399           |
| RPC Wacława Leszczyńskiego                                 | Tobiasza Knobelsdorffa     | 308           |
| RPC Marcina Zamoyskiego                                    | Wilhelma Dobszyca          | 340           |
| RPC Ludwika de Maligny                                     | Aleksandra Kożuchowskiego  | 321           |
| RPC Fryderyka Grobena                                      | Jerzego Guttry             | 380           |
| RPC Jana Dennenmarka                                       | Salomona von Sackena       | 346           |
| RPC Eliasza Łąckiego                                       | Franciszka Lanckorońskiego | 290           |
| RPC Wacława Szczuki                                        | Weretycza                  | 276           |
| RPC Jana Krasińskiego                                      | Tryburcego Żurawskiego     | 300           |
| RPC Kazimierza Zamoyskiego                                 | Aleksandra Domaradzkiego   | 254           |
| RPC Jana Butlera                                           |                            | 179           |
| RPC Konstantego Wiśniowieckiego                            |                            | 267           |
| RPC Ernesta Rappa                                          |                            | 380           |
| RPC Stanisława Lubomirskiego                               | Madeyskiego                | 280           |
| RPC Aleksandra Cetnera                                     | Kurtza                     | 237           |
| RPC Józefa Lubomirskiego                                   | Jana Nenchy                | 280           |
| RPC Rafała Leszczyńskiego                                  |                            | 202           |
| RPC Michała Warszyckiego                                   | Rajeckiego                 | 175           |
| RPC Jana Berensa                                           |                            | 180           |
| RPC Wacława Dobszyca                                       |                            | 346           |
| RPC Jana Karola von Ludwigshausen Wolffa                   |                            | 180           |
| RPC Szczęsnego Potockiego                                  |                            | 274           |
| RPC Jerzego Wielhorskiego                                  |                            | 180           |
| RPC Stanisława Karola Łużeckiego                           | Łastowieckiego             | 155           |
| kompania piechoty cudzoziemskiej (KPC) Franciszka Denhoffa |                            | 100           |
| KPC na załodze w Berdyczówie                               |                            | 80            |
| Razem                                                      | Razem                      | 11,278        |